# Gymnázium Brno-Řečkovice
Gymnázium Řečkovice (oficiálně Gymnázium Brno-Řečkovice, příspěvková organizace, neoficiálně též Gymnázium Brno-Řečkovice nebo zastarale i Gymnázium Terezy Novákové) je osmileté gymnázium v Brně-Řečkovicích. Má vyšší a nižší stupeň a v roce 2013 na gymnáziu studovalo 492 žáků v šestnácti třídách. Stravování žáků zajišťuje škola vlastní jídelnou. Má též počítačovou učebnu a je zaváděno wifi připojení k internetu v celé škole. Zřizovatelem školy je Jihomoravský kraj.

## Historie

### Nepokoje
V roce 1993 v souvislosti se zřizováním a budováním gymnázia v Řečkovicích, Terezy Novákové 2, došlo k vlně znepokojení v řadách obyvatel, zčásti velmi negativně zaměřenému proti radnici ÚMČ Brno Řečkovice. Vzdor všem těmto projevům nevole začalo gymnázium řádně pracovat, a to i přes to, že mělo k dispozici pouze pět učeben z celé školy.
Vedení obce plánuje, že po založení gymnázia se ZŠ z budovy T. Novákové 2 vystěhuje a budova bude vyhrazena pouze pro účely gymnázia. Z tohoto důvodu se předpokládá, že žáci 2. stupně začnou od 1. září 1994 navštěvovat ZŠ Horácké náměstí a pro potřeby 1. stupně bude adaptována budova mateřské školy v Úprkově ulici. „…Uvedené rozhodnutí ovšem předpokládá, že budou i ty nejmenší děti nuceny přecházet frekventovanou Banskobystrickou ulici a tím budou ohrožovány na zdraví projíždějícími vozidly. Lze sice využívat stávající podchod pod touto komunikací, ale ten je špinavý, neudržovaný a navíc vytváří podmínky pro exhibování různých pochybných existencí, jejichž výskyt se dá předpokládat v okamžiku, kdy zjistí, že děti tudy procházejí pravidelně. Nelze se tedy divit, že rozhodnutí vyvolalo mezi rodiči dětí, kterých se týká, značnou nespokojenost a roztrpčenost…“

### Petiční akce rodičů a ničení majetku
Rodiče zorganizovali protestní petiční akci, během níž shromáždili na 1 400 podpisů. Jejich pobouření šlo až tak daleko, že se ozývaly i hlasy, volající po zrušení gymnázia bez ohledu na to, jaký význam pro život obce má. Nevraživost se projevovala i mezi oběma školami – základní a gymnáziem, a jejich učiteli. „…V učebnách, které základní škola pro potřeby gymnázia vyklízela, byly např. vytrhány skříně zabudované do stěny, …“

### Zřízení školy
Gymnázium, původně zřizované pod záštitou gymnázia na Slovanském náměstí, bylo 9. března 1993 založeno jako samostatná příspěvková organizace, když náměstek ministra školství, mládeže a tělovýchovy České republiky RNDr. Miroslav Bartošek podepsal jeho zřizovací listinu. Zastupitelstvo městské části Brno-Řečkovice a Mokrá Hora, které o založení gymnázia v obci usilovalo, rozhodlo o jeho umístění v prostorách dosavadní ZŠ v ulici Terezy Novákové 2. S vedením gymnázia byla uzavřena nájemní smlouva, která stanovuje poplatek 190.- Kč/m² užívané plochy.

### Informace o ustavení školy a jeho vedení

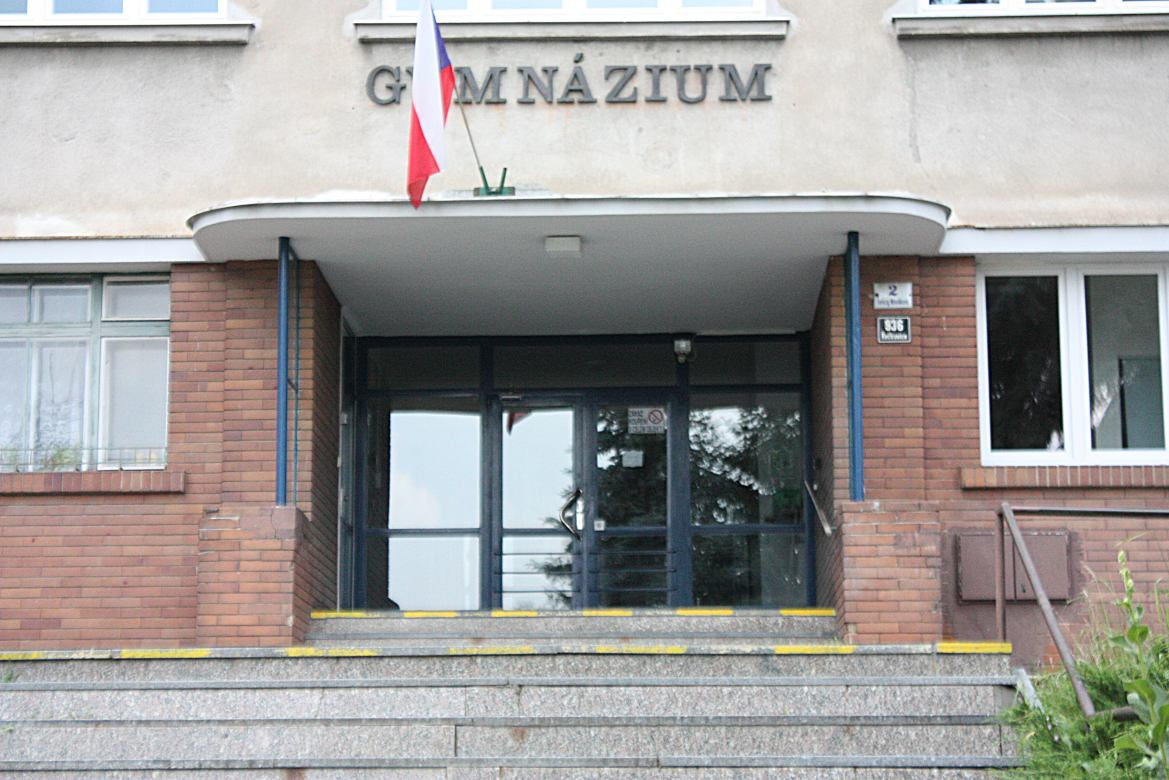
Vchod do školy

Vedení obce předpokládalo, že výhledově se celý provoz základní školy z budovy vystěhuje a ta bude vyhrazena pouze pro účely gymnázia. Z tohoto důvodu bylo rozhodnuto, že žáci 2. stupně ZŠ začnou od 1. září 1994 navštěvovat ZŠ na Horáckém náměstí a pro potřeby 1. stupně ZŠ bude adaptována budova MŠ v Úprkově ulici.

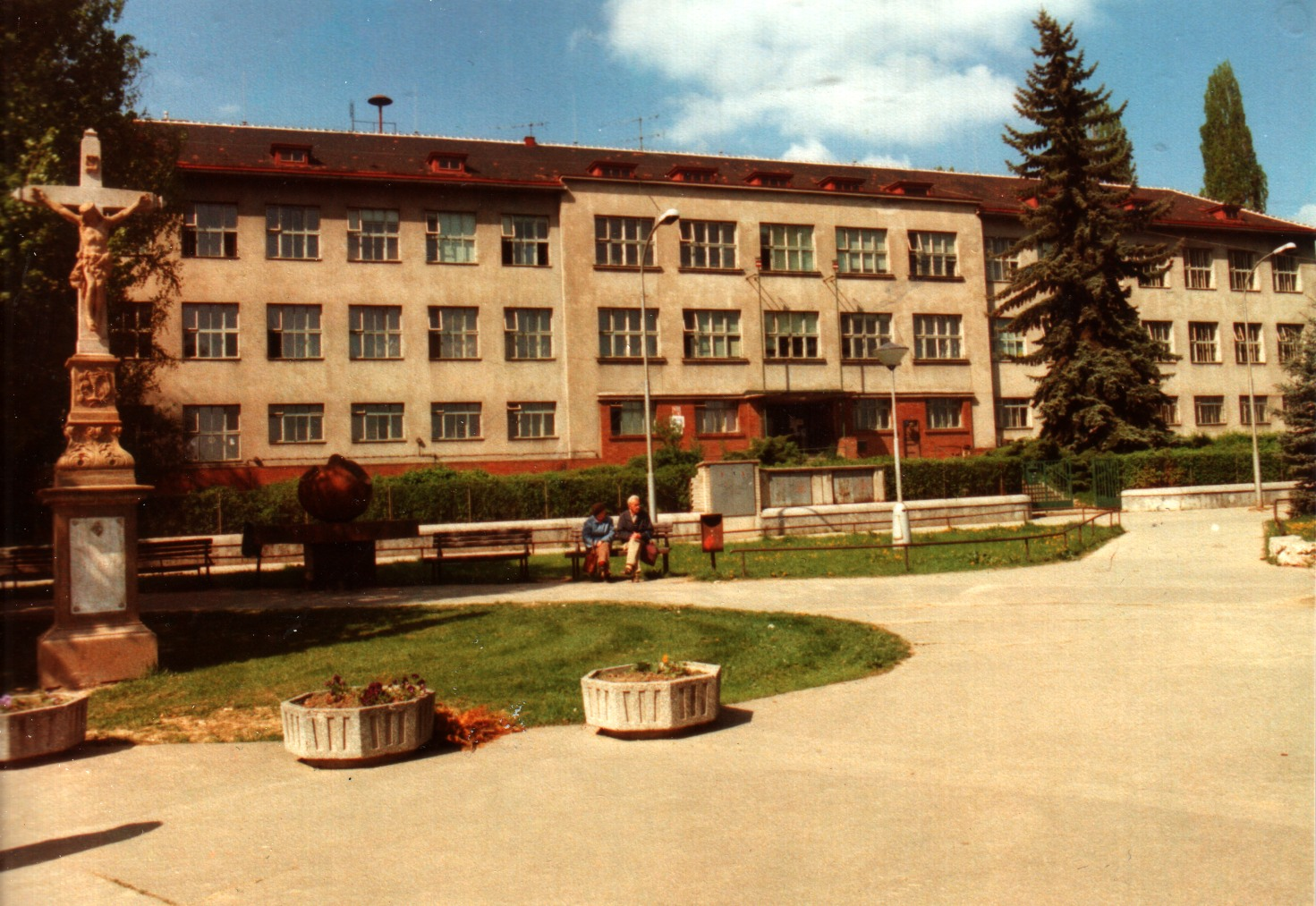
Celkový pohled na školu

K 1. září 1993 gymnázium otevřelo dvě primy, jednu sekundu a jednu tercii osmiletého studia a 1. ročník čtyřletého studia, které navštěvovalo celkem 165 dětí. Vyučovalo zde nyní 11 profesorů, kteří byli na gymnázium nově přijati. Až dosud výuku zajišťovali učitelé ze základní školy. Ministerstvo školství uspořádalo dne 22. června 1993 konkurs na obsazení místa ředitele gymnázia, z nějž vyšla vítězně Mgr. Věra Novotná. Její zástupkyní se stala Mgr. Jana Geröová. Vedení gymnázia prohlásilo, že usiluje o jeho modernizaci, vybudování odborných specializovaných tříd a laboratoří. Podle informace paní ředitelky bylo Gymnázium Brno-Řečkovice v roce 1993 jedinou školou v České republice, která vlastnila mikroskop s kamerou a obrazovkou.
Gymnázium se v roce 1993 těšilo z podpory zastupitelstva MČ, které pro jeho potřebu uvolnilo v září 1993 částku 100 000 Kč. Vztahy mezi gymnáziem a základní školou byly vyostřené a nesnadno řešitelné problémy soužití ZŠ a Gymnázia přetrvávaly.

### Začátek plného provozu
Gymnázium Brno-Řečkovice v ulici Terezy Novákové 2 otevřelo ve školním roce 1994/95 devět tříd, z toho dvě primy, dvě sekundy, dvě tercie a jednu tercii pro víceleté studium, a jednu třídu prvního ročníku a jednu třídu druhého ročníku čtyřletého studia. V průběhu školního roku navštěvovalo gymnázium 284 studentů a vyučovalo je 19 profesorů, všichni s aprobací pro střední školu. Také ve školním roce 1994/95 byla ředitelkou gymnázia Mgr. Věra Novotná a její zástupkyní Mgr. Jana Geröová.
Vedení obce deklarovalo zájem na udržení gymnázia v Řečkovicích a dospělo k závěru, že základní škola bude z objektu na Terezy Novákové 2 vystěhována a celý objekt že bude vyčleněn pro gymnázium.
Gymnázium Brno-Řečkovice v ulici Terezy Novákové 2 otevřelo ve školním roce 1995/96 jedenáct tříd. Na gymnáziu studovalo 346 žáků a to ve dvou primách osmiletého studia, ve dvou sekundách ve dvou terciích, ve dvou kvartách a v jedné kvintě sedmiletého studia a také v jednom druhém a jednom třetím ročníku čtyřletého studia.
Také ve školním roce 1995/96 byla ředitelkou gymnázia Mgr. Věra Novotná a její zástupkyní Mgr. Jana Geröová. Studenti gymnázia se zúčastnili odborných městských olympiád a dosáhli velmi dobrých výsledků. Vedení školy při příležitosti 60. výročí postavení školní budovy připravilo pro rodiče svých žáků, ale i pro bývalé žáky, na 5. 12. Den otevřených dveří. Jako v minulých letech i v roce 1995 uspořádali studenti a profesoři gymnázia před vánočními svátky pod osvětleným vánočním stromem před svou školou „Řečkovické Vánoce“, při nichž kolemjdoucím zazpívali vánoční koledy, předvedli drobná herecká a taneční vstoupení a připravili pro ně výstavky svých výtvarných prací.
Dne 5. února 1996 navštívil gymnázium, kde besedoval se studenty, předseda Poslanecké sněmovny Parlamentu České republiky dr. Milan Uhde, zvolený za ODS. Kromě toho navštívil také řečkovickou radnici, druhou osobností vrcholné politiky, která naši městskou část navštívila, byl místopředseda parlamentu a člen vedení KDU-ČSL Ing. Jan Kasal. Také on besedoval 11. 3. se studenty řečkovického gymnázia a pak navštívil Řečkovickou radnici.
Od 2. 9. 1996 Gymnázium Brno-Řečkovice v ulici Terezy Novákové 2 zahájilo výuku v celé školní budově. Ve školním roce 1995/96 otevřelo jedenáct tříd, ve kterých studovalo 283 žáků. Výuka na nižším stupni gymnázia je orientována tak, aby měla motivačně přírodovědný charakter, což znamená, že je preferována výuka biologie, chemie a fyziky. Důraz je rovněž kladen na výuku cizím jazykům. Na vyšším stupni si mohou studenti sami vybírat volitelné předměty podle svého zájmu a dalších studijních záměrů. Ve druhém ročníku vyššího stupně si mohou zvolit dvouhodinový předmět Společenskovědní blok nebo Přírodovědný blok. Společenskovědní blok je složen z dějepisu, výtvarných technik, základů sociologie a psychologie a také dějin umění. Přírodovědný blok obsahuje laboratorní práce z biologie, chemie a fyziky. V obou předmětech jsou studenti povinni vypracovat ročníkové seminární práce a na konci každého ročníku píší závěrečné ověřovací testy. Také na vyšším stupni je kladen mimořádný důraz na studium cizích jazyků a v každém ročníku musí studenti absolvovat konverzaci v cizím jazyce, který si zvolí.
Ve školním roce 1996/97 byla ředitelkou gymnázia Mgr. Věra Novotná a ve funkci zástupců působili Mgr. Jana Geröová a RNDr. Metoděj Školoudík.
V rámci výměnných akcí pokračovalo gymnázium již třetím rokem ve spolupráci s církevním gymnáziem v Kasselu ve Spolkové republice Německo. Na přelomu září a října odjelo pětadvacet studentů do Německa a oplátkou na jaře 1997 přijede stejný počet německých studentů do Brna. Vedle toho škola připravila v červnu desetidenní zájezd třiceti studentů do Velké Británie, kde se zúčastnili intenzivního studia angličtiny. Také oni, stejně jako jejich kolegové, kteří odjeli do Kasselu, bydleli v rodinách zdejších studentů a ti pak na oplátku pobývali u nich doma.
Studenti gymnázia se zúčastnili odborných městských olympiád, konkrétně olympiády z českého jazyka, dějepisu (Lubomír Majerčík z kvarty B obsadil 1. místo v městském kole), angličtině(Jana Hrstková z tercie A obsadila 1. místo v městském kole),němčině, biologické olympiády, olympiády z matematiky, fyziky, chemie, mineralogické soutěže a soutěží uměleckého charakteru. Vedení školy připravilo již tradičně Den otevřených dveří, který se tentokrát konal 3. 12. 1996. Jako v minulých letech i tentokrát uspořádali studenti majáles, které se tentokrát konalo 3. 5. a jehož se zúčastnili i pracovníci Úřadu městské části Brno-Řečkovice a Mokrá Hora. Ve škole začal také vycházet studentský časopis GILOTINA.
Ve školním roce 1997/98 byla ředitelkou gymnázia Mgr. Věra Novotná a její zástupkyní Mgr. Jana Geröová. Vedení obce pokládá gymnázium pro Řečkovice za velmi důležité, a proto rada městské části vyslovila na schůzi dne 23. 4. existenci gymnázia svoji podporu.
Gymnázium Brno-Řečkovice v ulici Terezy Novákové 2 otevřelo ve školním roce 1997/98 čtrnáct tříd. Na gymnáziu studuje 431 žáků a to ve dvou primách, ve dvou sekundách, ve dvou terciích, ve dvou kvartách, ve dvou kvintách, ve dvou septimách osmiletého studia a jednom čtvrtém ročníku čtyřletého studia. Pro gymnázium bylo velmi důležité, že v roce 1997 opustily školní budovu poslední třídy bývalé Základní devítileté školy T. Novákové, jejichž žáci začali navštěvovat novou budovu v Úprkově ulici. Gymnázium se tak mohlo dále rozvinout a nově otevřít studentům knihovnu a studovnu.
Studenti gymnázia se zúčastnili odborných městských olympiád a dosáhli velmi dobrých výsledků. Vedení školy připravilo den otevřených dveří, který se konal 2. 12. 1997. Dne 1. 5. 1997 uspořádali studenti gymnázia majáles, spojený s průvodem, který vyrazil v 9.00 hodin od školy směrem k řečkovické radnici, pak pokračoval ulicí Hapalovou a Horáckým náměstím k sokolovně ve Vážného ulici. Studenti, různě přestrojení a namaskovaní, dávali spontánně najevo svoji radost ze života. Jako v minulých letech i v roce 1997 uspořádali studenti a profesoři gymnázia před vánočními svátky, dne 18. 12. tradiční „Řečkovické Vánoce“. Letos se konaly ve školní tělocvičně a studenti při nich předváděli programy se zimní a vánoční tematikou. V přízemí školy byla potom instalována výstava betlémů, které studenti sami zhotovili.
Poslední výstava před prázdninami se konala ve dnech 6.–15. června a byla věnována obrazům zesnulého Josefa Umláška. Při vernisáži vystoupila s pásmem lidových písní z Brněnska Malá skupina Brněnských gajdošů a s recitací Lucie Drásalová, studentka řečkovického gymnázia.

### 1998–2009
K 80. výročí vzniku Československé republiky se 26. října 1998 konalo veřejné shromáždění, před budovou řečkovického gymnázia v ulici Terezy Novákové, u busty prvního prezidenta Tomáše G. Masaryka. O významu události zde promluvili zástupci řečkovické radnice a Svazu bojovníků za svobodu. Na závěr pak s připraveným programem vystoupil pěvecký sbor našeho gymnázia. Následujícího dne byla v Novoměstské ulici, poblíž zastávky městské hromadné dopravy, zasazena péčí místního zastupitelstva Brno-Řečkovice a Mokrá Hora a 16. střediska Junáka pamětní lípa.
Po poměrně dlouhém období nevole obyvatel ve vztahu ke gymnáziu, došlo v roce 1998 konečně k uklidnění situace. Zdá se, že se tuto palčivou otázku podařilo vyřešit ke spokojenosti většiny místních obyvatel. V průběhu loňského roku byla dokončena výstavba nové školní budovy v Úprkově ulici. Tento moderní, velmi pěkný a prostorný pavilón se stal detašovaným pracovištěm Základní školy na Horáckém náměstí.
Gymnázium Brno-Řečkovice ve školním roce 1998/99 otevřelo jedenáct tříd. Ve školním roce 1998/99 byla ředitelkou gymnázia Mgr. Věra Novotná a ve funkci zástupkyně působila Mgr. Jana Geröová. V rámci výměnných akcí pokračovalo gymnázium ve spolupráci s církevním gymnáziem v Kasselu ve Spolkové republice Německo. Na přelomu září a října odjelo pětadvacet studentů do Německa a oplátkou na jaře 1999 přijede stejný počet německých studentů do Brna. Vedle toho škola připravila v červnu desetidenní zájezd třiceti studentů do Velké Británie, kde se zúčastnili intenzivního studia angličtiny. Studenti gymnázia se zúčastnili odborných městských olympiád, konkrétně olympiády z českého jazyka, dějepisu, angličtiny, němčiny, biologické olympiády, olympiády z matematiky, fyziky, chemie, mineralogické soutěže a soutěží uměleckého charakteru. Vedení školy připravilo již tradičně Den otevřených dveří. Jako v minulých letech i tentokrát uspořádali studenti své majáles, které se tentokrát konalo 1. května, jež doprovázel kulturní program v řečkovické Sokolovně. Ve škole také vycházel již třetím rokem studentský časopis GILOTINA.
V únoru 2000 podle hodnocení Ústavu pro informace a vzdělávání v Praze na základě vyhodnocení testu „Sonda maturant“, akce, která měla za úkol prověřit úroveň znalostí studentů gymnázií. Úroveň vědomostí studentů postavila Řečkovické gymnázium na 5. místo. Úspěšnost absolventů při přijímání na vysoké školy, vynesla gymnáziu 8. místo v republice a v zájmu o studium na této kole získalo Řečkovické gymnázium dokonce druhé místo v celé ČR. Hodnoceno bylo celkem přes 350 veřejných i soukromých škol tohoto typu. V rámci města Brna bylo gymnázium suverénně nejlepší a stalo se tak jednou z nejprestižnějších škol v celé ČR.
Ve školním roce 2001–2002 bylo v gymnáziu zorganizováno městské kolo Matematické olympiády – kategorie Z9, městská kola SOČ oborů Biologie,Historie a Teorie kultury, krajské kolo SOČ pod záštitou hejtmana JMK Stanislava Juránka. Gymnázium zorganizovalo řečkovický studentský majáles pro studenty,rodiče a řečkovickou veřejnost, spolupořádalo závěrečné konference v Polkowicích u příležitosti zakončení projektu v rámci projektu Socrates (natáčeno i pro Polskou televizi) a pořádalo volejbalový turnaj TERKA CUP pro školy v Jihomoravském kraji. Pěvecký sbor vystoupil na Brněnských Vánocích na nám.Svobody. Gymnázium se účastnilo Veletrhu středních škol na brněnském výstavišti
Na gymnáziu ve školním roce 2002–2003 je stejně jako v minulých letech organizováno množství různých zájezdů, poznávacích a kulturních akcí. Smyslem je prohloubit znalosti a vědomosti studentů nad úroveň knižních informací a jejich schopnost organizovat se, spolupracovat, nebo se úspěšně účastnit soutěže. v Pro ilustraci si můžeme uvést akce, které se odehrály ve školním roce 2003–2004.
- Výstava k 10. výročí školy ve výstavní síni řečkovické radnice-říjen
- Týdenní pobyt studentů ve Stuttgartu
- Školní akademie k 10. výročí školy v Besedním domě – říjen
- Vydání kalendáře k 10. výročí školy
- Vánoční koncert školního pěveckého sboru v kostele sv. Vavřince v Řečkovicích
- Vánoční koncert školního pěveckého sboru na nám. Svobody
- Mikulášská nadílka studentům – 5.12.2003
- Účast na Veletrhu středních škol na brněnském výstavišti
- Dny otevřených dveří pro rodiče a veřejnost (2x)
- Slavnostní klavírní koncert J. Levíčka v Besedním domě (u příležitosti ukončení 1.pololetí)
- Reprezentační školní ples v IBC Brno-únor
- Organizace městského kola MO kategorie Z9 – leden 2005–2006 MEZINÁRODNÍ KOLA

Další významné události na Gymnáziu v školním roce 2005/06:
- 3. místo v národním kole SOČ za práci  „Schopnost lesního porostu poutat oxid uhličitý“ v roce 2005 a cenu za tuto práci v soutěži Amavet získal Milan Pospíšil (OKTÁVA). Touto prací reprezentoval Českou republiku na setkání studentů celého světa v USA. Ocenění získala i prof. Cibulková jako vedoucí práce.
- Školní kolo SOČ – probíhalo ve škole za přítomnosti konzultantů z řad VŠ pedagogů a výzk. ústavů
- Organizace městských kol SOČ oborů Biologie,Historie a Teorie kultury
- Zpracování výsledků vnitřní evaluace školy
- Ověřovací testy znalostí v jednotlivých třídách (vlastní – PRI, TER, KVI, SCIO ve 2. (sekundě) a 4. ročníku (kvartě), CERMAT v maturitním ročníku)
- Desetidenní výukový pobyt studentů v Londýně (červen)
- Desetidenní exkurze studentů do Francie – Normandie (květen)
- Týdenní pobyt studentů v Chorvatsku
- Exkurze do koncentračního tábora v Osvětimi- Polsko
- Organizace 8. ročníku Řečkovického majálesu-1. květen
- Vystoupení pěveckého sboru na soutěži v Břeclavi
- Muzikál „Pomáda“ v angličtině – vystoupení žáků sekund a tercií na školním dvoře – červen

V témže roce získal 5. místo v národním kole SOČ – „Kosmické počasí a jeho projevy“ Hrbáček Radek ze sexty B.a 9. místo v národním kole SOČ – za práci „Prezentace ČR na Světové výstavě EXPO 2005 v Japonsku“ Dumková Marika,1. místo v mezinárodní soutěži Eumetsat Bačovský Jaromír, Bárta Jakub a Hrbáček Radek. 2. místo v mezinárodním kole Zeměpisné olympiády kategorie A. Brzobohatý Tomáš. 1. místo v národním kole Zeměpisné olympiády kategorie A Brzobohatý Tomáš. Anglická debatní liga v mezinárodní soutěži v konverzaci v angličtině – A. Kyseláková (OK. A) reprezentovala ČR v kanadském Calgary. V červenci se mezinárodního kola zúčastnili Moškvan a Kyseláková v Makedonii. Studenti gymnázia získali 1. místo v celostátní soutěži Evropský parlament mládeže a pojedou v březnu roku 2006 reprezentovat ČR do Paříže. Filip Ondra (SEP A) reprezentoval ČR na konferenci zástupců Evropských parlamentů mládeže v Norsku. Byl vybrán českou reprezentací jako jeden z pěti nejlepších debatérů v republice. Na 4. místě v celostátním kole soutěže Eurorebus skončila Dvořáčková Soňa. Martin Janáček ze sexty B obsadil 2. místo v celostátním kole SOČ, téma „Co posloucháme“ spolu s Milanem Říhou. Pavla Hrdličková vybojovala 1. místo v krajském kole matematické olympiády kategorie Z9, stejně jako Petra Sopoušková z kvinty A (kategorie C), 3. místo v národní konferenci Evropského parlamentu získala skupina studentů septimy B. V soutěži SOČ v oblastním kole za práci „Dům pánů z Kunštátu a Poděbrad“ získala Navrátilová P. ze sexty A 1. místo. V celostátním finále Astronomické olympiády – Bačovský J. (Kvarta B) obsadila 2. místo a Hrbáček R. – (Kvarta B) 3. místo.
Ve školním roce 2008–2009 došlo ke změně vedení gymnázia. Ředitelka gymnázia Mgr. Věra Novotná a její zástupkyně Mgr. Jana Geröová odešly. Ve školním roce 2009–2010 se stal ředitelem školy RNDr. Peter Krupka, Ph.D. a novým zástupcem Mgr. Anna Gabrielová.

## Koncepce školy
Gymnázium Brno–Řečkovice je veřejné gymnázium s osmiletým cyklem studia. Zřizovatelem bylo Ministerstvo školství, mládeže a tělovýchovy. Od dubna roku 2001 je zřizovatelem Krajský úřad Jihomoravského kraje.

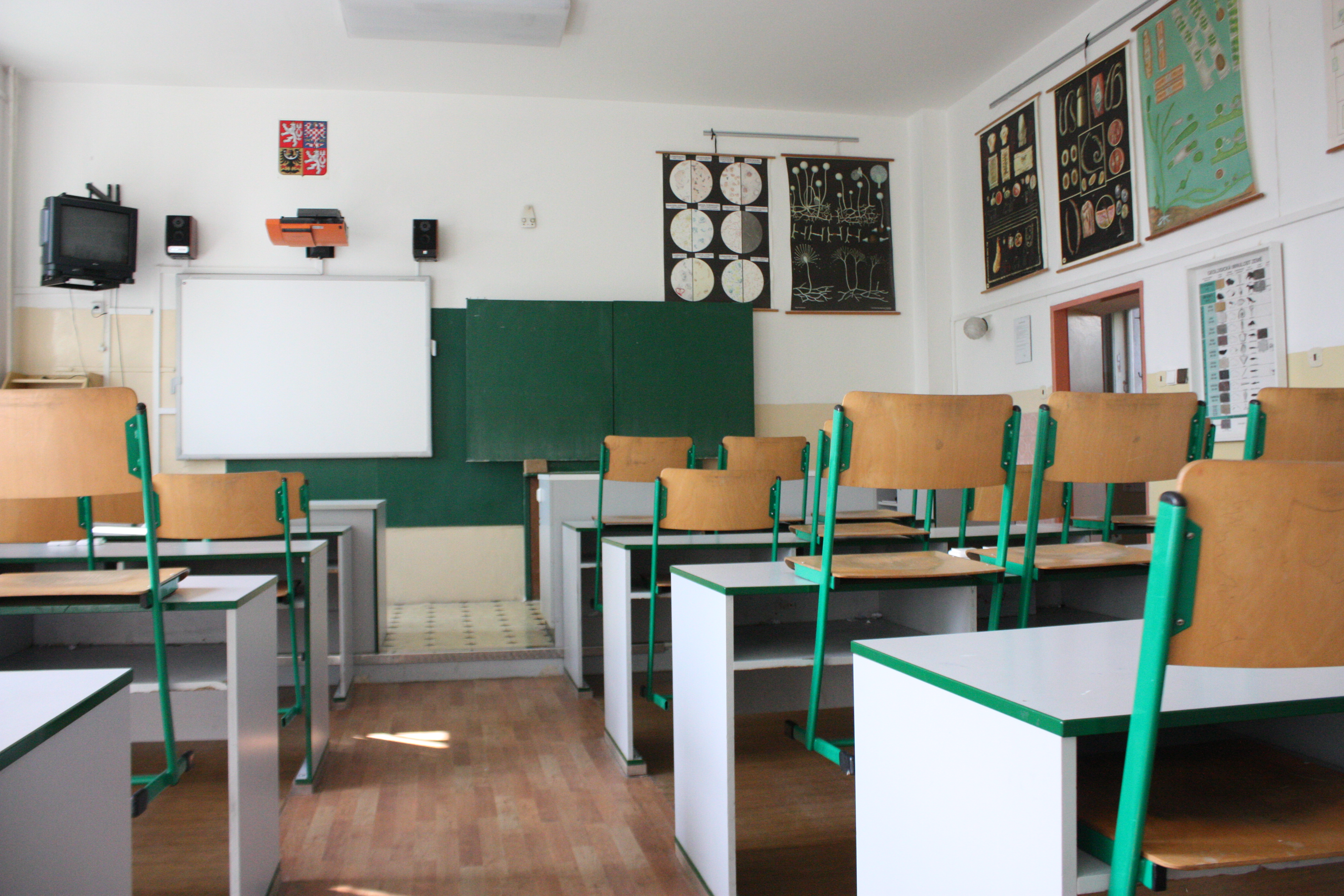
Učebna biologie

Na gymnáziu studuje celkem 490 žáků v šestnácti třídách.[kdy?] Škola každoročně přijímá ke studiu dvě třídy osmiletého studia (po 5. třídě ZŠ).
Učební plán gymnázia vychází ze všeobecně závazného Generalizovaného učebního plánu gymnázií s osmiletým studijním cyklem se všeobecným zaměřením. Od školního roku 2007/08 probíhá výuka postupně od prim podle Školního vzdělávacího programu Gymnázia, Brno-Řečkovice, vytvořeného podle Rámcového vzdělávacího programu ZV. Od školního roku 2009/10 probíhá výuka postupně od kvint podle Školního vzdělávacího programu Gymnázia, Brno-Řečkovice, vytvořeného podle Rámcového vzdělávacího programu GV.
V únoru 2000 podle hodnocení Ústavu pro informace a vzdělávání v Praze na základě vyhodnocení testu „Sonda maturant“, akce, která měla za úkol prověřit úroveň znalostí studentů gymnázií, srovnávalo Řečkovické gymnázium se všemi zúčastněnými školami v celé ČR. Úroveň vědomostí studentů postavila Řečkovické gymnázium na 5. místo. Úspěšnost absolventů při přijímání na vysoké školy vynesla gymnáziu 8. místo v republice a v zájmu o studium na této kole získalo Řečkovické gymnázium dokonce druhé místo v celé ČR. Hodnoceno bylo celkem přes 350 státních i soukromých škol tohoto typu.[zdroj⁠?!]
V rámci města Brna bylo gymnázium suverénně nejlepší a stalo se tak jednou z nejprestižnějších škol v celé České republice.[zdroj⁠?!]

### Nižší stupeň
Zaměření nižšího stupně je motivačně přírodovědné. V průběhu primy až kvarty (prvních čtyřech ročníků nižšího gymnázia) je povýšena dotace hodin biologie, fyziky a chemie. Laboratorní práce těchto hodin prohlubují teoretické znalosti současně s praktickým ověřováním probírané látky.[zdroj⁠?!]
Součástí výuky jsou vícedenní projekty, probíhající mimo prostředí školy. V primě je to adaptační pobyt s tematikou sociálně -patologických jevů a dějepisně-zeměpisný projekt Jižní Morava. V sekundě mají žáci týdenní ekokurz. V tercii projekt s tematikou estetické výchovy a v kvartě projekt Energie.
Na nižším stupni je podporována vyšší hodinovou dotací také výuka cizích jazyků. V primě začíná studium anglického jazyka, studium druhého cizího jazyka začíná v kvartě (nepovinně v tercii). Jako druhý jazyk si studenti volí němčinu nebo francouzštinu. V průběhu studia nižšího stupně si může každý žák zvolit ze široké nabídky nepovinných předmětů.

### Vyšší stupeň
Na vyšším stupni jsou disponibilní hodiny také věnovány převážně přírodovědným předmětům a cizím jazykům. Zájem studentů o další profilaci se snaží gymnázium podpořit ročníkovými pracemi, které studenti septimy zpracovávají v rámci středoškolské odborné činnosti. V posledních ročnících si studenti volí 3-5 předmětů podle své profilace. Na obou stupních studia si mohou žáci vybírat z celé řady nepovinných předmětů.[zdroj⁠?!]
Rovněž v průběhu vyššího stupně jsou žáci zapojeni do projektové výuky. V kvintě literárně dějepisný projekt východní Čechy. V sextě je to projekt Podyjí s tematikou biologie, zeměpisu. Septima absolvuje vodácký kurz a v oktávě žáci absolvují exkurzi do Prahy. Škola je také zapojena do projektu Seznamte se: Nová maturita, který organizuje Centrum pro reformu maturitní zkoušky (CERMAT), což v praxi znamená, že studenti oktávy píší testy připravené organizací CERMAT.
Studium na gymnáziu je zakončeno maturitní zkouškou. Míra úspěšnosti každého gymnázia se vyjadřuje počtem absolventů přijatých k vysokoškolskému studiu. Procento maturantů přijatých na vysoké školy se blíží 100% úspěšnosti.

#### Ověřování znalostí studentů
- Jednou za dva roky píší primy, sekundy, tercie a kvinty ověřovací testy z matematiky, českého a cizího jazyka. Testy připravují vyučující školy.
- Každý rok píší studenti v době přijímacích zkoušek studenti kvart SCIO testy z matematiky, českého jazyka a z obecně studijních předpokladů. V květnu píší testy z angličtiny, které připravují vyučující školy.[zdroj⁠?!]

## Prostory a vybavení školy
Budova gymnázia sídlí v městské části Brno-Řečkovice (na konečné tramvaje č. 1). K standardnímu vybavení učeben patří televizor, videopřehrávač (DVD přehrávač) a zpětný projektor. Ve většině tříd je k dispozici dataprojektor a počítač. Škola je připojena do sítě internet prostřednictvím bezdrátové linky o rychlosti 4096 kb/s[ujasnit]. Do počítačové učebny mají studenti volný přístup každodenně do 17.30 hodin.
Dále mají studenti možnost:
- Pravidelného stravování přímo v budově. Jídlo je připravováno ve školní kuchyni.
- Využívat počítačovou učebnu s připojením na internet
- Využívat knihovnu se stálým provozem od 8:00 do 14:30.
- Využívat venkovní prostory, a to ke sportovním účelům (školní hřiště, stoly pro stolní tenis apod.), k praktickému použití poznatků ze studia (menší botanická zahrada a geologická stezka) a také k odpočinku (na školním dvoře je nově vybudované posezení, které může sloužit k výuce i k odpočinku).

## Školní aktivity

### Tereza
Škola spolupracuje s Domovem se zdravotním postižením Tereza v Řečkovicích. Studenti navštěvují pacienty, pomáhají jim, chodí s nimi na vycházky a pořádají pro ně zábavné vystoupení. Cílem je socializace studentů v moderní společnosti závislé na ideálech krásy, mládí, popularitě a zdraví a vedlejším efektem pomoc klientům dětského domova.

### Gilotina
Gilotina je studentský časopis gymnázia. Vychází již od roku 1995. Časopis psaný a vedený studenty vychází nezávisle na vedení školy. Dobrovolníci z řad studentů se pokouší časopis vyplnit poutavými články, rozhovory a fotografiemi. Mezi pravidelné rubriky patří „Hlody“, kde jsou publikovány citáty (tzv. „hlášky“) pedagogů i studentů. Pravidelnou rubrikou je „Souboj profesorů“, kde profesoři odpovídají na někdy nesnadné otázky.
Gilotina finančně či mediálně podporuje různé akce například Řečkovický Majáles, koncerty studentských kapel nebo uspořádala pokus o rekord „Kolik lidí se vejde do jedné učebny?“

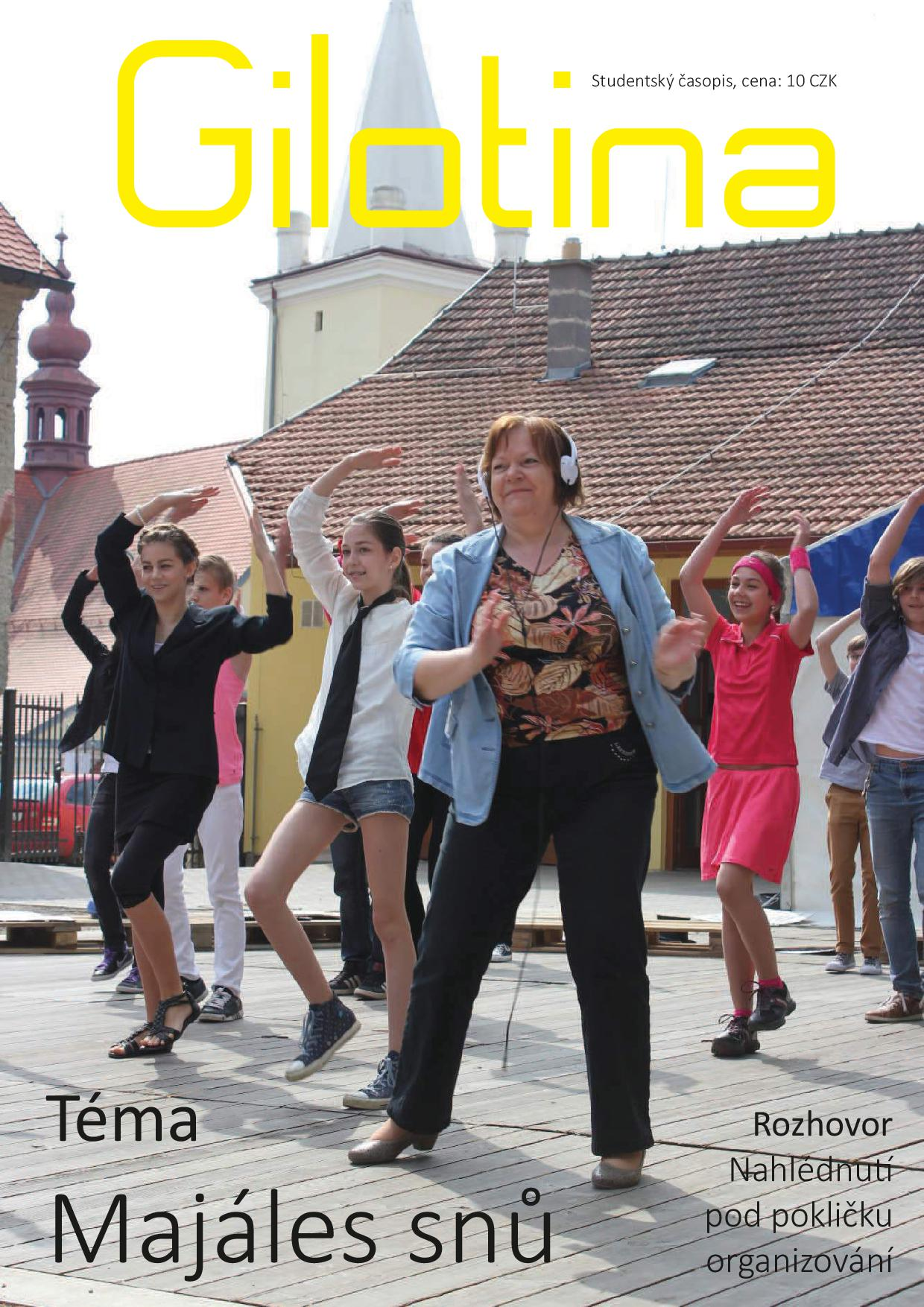
Titulní stránka březnového čísla studentského časopisu Gilotina

Redaktoři se pravidelně účastní různých workshopů a přednášek, například Multimediálního dne na FSS MU.
V roce 2025 jsou šéfredaktory Václav Lněnička a Hana Špiritová.
V roce 2015 spustila redakce časopisu „Gilotina“ web se zpravodajstvím na adrese gilotina.gyrec.cz.

#### Ocenění
V soutěži „Školní časopis roku“ (celostátní kolo)
- 2007 – 2. místo
- 2008 – Cena za grafiku
- 2011 – 3. místo
- 2013 – 4. místo
- 2013 – 3. místo za titulku
- 2014 – Cena poroty
- 2015 – 9. místo, 6. místo za web, 3. místo za titulku
- 2016 – 1. místo, 3. místo za web, 1. místo za obsah, 1. místo za titulku, 2. místo za grafiku
- 2023 – 1. místo
- 2024 – 2. místo

V soutěži „Nejinspirativnější středoškolský časopis roku“
- 2023 – 1. místo

V soutěži „Jarní škola žurnalistiky Freinet“
- 2005 – Ocenění
- 2006 – 2. místo

### Řečkovický majáles
Každoročně pořádá škola a studenti septim majáles. Tato akce je veřejně přístupná a koná se za každého počasí vždy 1. května. Akce má sloužit jako oslava příchodu jara a také pro zábavu. Každá třída (kromě oktáv a pořádajících septim) si musí připravit scénku na předem zadané téma. Majáles je každoročně velká událost jak pro Řečkovice tak i pro gymnázium.

### Výměnné pobyty
Gymnázium spolupracuje s církevním gymnáziem v Kasselu ve Spolkové republice Německo. Škola připravuje i zájezdy studentů do Velké Británie kde se zúčastňují intenzivního studia angličtiny.

### Pěvecký sbor
Od roku 1995 pracuje ve škole pěvecký sbor, jehož členy jsou studenti nižšího i vyššího stupně. Sbor se schází pravidelně ve středu odpoledne, věnuje se hlasovým i intonačním cvičením a přípravě na různá vystoupení.
Pěvecký sbor se od svého vzniku pravidelně zúčastňuje vánoční přehlídky Mosty mezi městy na náměstí Svobody. Komponovaný vánoční pořad si mohou vyslechnout i studenti školy v řečkovickém kostele sv. Vavřince. Stalo se již tradicí, že právě pěvecký sbor zahajuje studentský majáles zpěvem starobylé latinské písně Gaudeamus igitur, která zní také při slavnostním předávání maturitních vysvědčení ve výstavní síni řečkovické radnice.

### Řečkovické Vánoce
Čas adventní slaví studenti gymnázia dvěma způsoby. V rámci výuky výtvarné výchovy se koná soutěžní výstava prací s vánoční tematikou. Třídy představují své práce anonymně a jednotlivé prezentace postupně hodnotí všichni studenti. Vánoční výstava bývá obvykle umístěna v přízemí gymnázia.
Druhým tradičním způsobem oslavy Vánoc je koncert pěveckého sboru školy v řečkovickém kostele sv. Vavřince. Dopoledne si studenti vyslechnou komponovaný pořad, který obsahuje populární písně s vánoční tematikou a evropské koledy.[zdroj⁠?!]

### SOCRATES – „Voda přináší život, život potřebuje vodu“
Projekt se skládá ze tří částí. Během prvního roku je hlavní téma s použití vody v každodenním životě, spotřeba vody v domácnosti a působení vody na náš život. Během druhého roku se pořádají různé experimenty a venkovní aktivity (určování rostlin, živočichů a vodních biotopů. Zjišťování různých ekologických faktorů, které působící na vodní ekosystémy). Třetí rok je vyhrazen pro kontrolu znečištění vody a spoření, aktuální problémy ve městech a hledání řešení těchto problémů. Mimo tématu ochrany životního prostředí jsou zde také některé důležité cíle: překonání jazykové bariéry mezi účastníky projektu, zlepšení znalostí cizích jazyků, uznání jiných národů a rozpoznání své vlastní národní identity. Na konci projektu všechny zprávy a komentáře pomůžou studentům a ostatním lidem porozumět vlivu vody na náš život a na všechny organismy na Zemi.

## Pomoc Jihomoravského kraje
Jihomoravský kraj gymnáziu přispívá i dotacemi, které umožňují studentům poznávat cizí země. Je prokázáno, že pro rozvoj schopností studentů je cestování a poznávání cizích zemí velice důležité. Kraj přispěl v minulých letech například:
| příjemce dotace          | účel dotace                                  | schválená částka |
| ------------------------ | -------------------------------------------- | ---------------- |
| Gymnázium Brno-Řečkovice | Chráněná krajinná oblast Chiemsee SRN        | 70 000 Kč        |
| Gymnázium Brno-Řečkovice | Itálie – chráněná území a historické památky | 88 000 Kč        |